# Panellus niger
Panellus niger är en svampart som beskrevs av G. Stev. 1964. Panellus niger ingår i släktet Panellus och familjen Mycenaceae.   Inga underarter finns listade i Catalogue of Life.